# Carmen Jaquier
Carmen Jaquier, née à Genève en 1985, est une cinéaste et réalisatrice suisse.

## Biographie
Graphiste de formation, Carmen Jaquier obtient un bachelor en réalisation à l'ECAL de Lausanne en 2011. Son premier court métrage, Le Tombeau des filles, est reconnu et primé à Locarno en 2014. Ce film explore la notion de la découverte de la féminité par une jeune fille. En 2015, la jeune réalisatrice présente un deuxième court métrage à Locarno, La Rivière sous la langue.
Après trois années de pratique professionnelle liée à la réalisation, elle reprend sa formation en master en cinéma ECAL/HEAD de Genève dans l'écriture de scénario.
Elle appartient au groupe des dix réalisateurs et réalisatrices qui présentent à Locarno en 2015 le projet Heimatland, un film collectif suisse.
Carmen Jaquier est lauréate du prix Suissimage, en 2018. Elle partage le prix avec Ursula Meier, réalisatrice franco-suisse. Carmen Jaquier voit ainsi primer son projet de premier long métrage qu'elle a intitulé Foudre. Ce film raconte le parcours initiatique d'une jeune religieuse de retour à la vie laïque, après le décès de sa sœur aînée dont le deuil devient un révélateur de soi. Le film sort en 2022, en première mondiale au Festival international du film de Toronto. La première suisse prend place au Festival du Film de Zurich, où le film est primé deux fois,. Le film est sélectionné comme le représentant de la Suisse pour l'Oscar 2024 du meilleur film international.
Dans le même temps, elle collabore avec Jan Gassmann sur un projet de long métrage, Les Paradis de Diane, qui met en scène une femme qui abandonne son enfant et le père de celui-ci après son accouchement.
Dans sa filmographie, Carmen Jaquier met en scène un univers féminin qu'elle illustre au travers de ses propres représentations et auquel elle offre un point de vue de femme, éloigné du contrôle des descriptions masculines. Elle expose la transformation des jeunes filles en femmes, dévoile la sexualité féminine et témoigne de la construction de l'identité féminine.
En 2023-24, elle enseigne dans le Bachelor en cinéma de l'ECAL, Atelier « Fiction ».
En 2024, elle fait partie du jury de la compétition internationale Longs métrages du Festival Visions du réel (Nyon, Suisse)

## Filmographie
- 2004 : Bouffe-moi
- 2010 : Ça ne veut pas dire que je ne t’aime pas
- 2011 : Le Tombeau des filles
- 2013 : Le Bal des sirènes
- 2015 : La Rivière sous la langue
- 2015 : Wonderland (l'amère patrie)
- 2016 : Plante un poète
- 2022 : Foudre
- 2024 : Les paradis de Diane (co-réalisé  avec Jan Gassmann)[17]

## Récompenses et distinctions
- Locarno Festival 2011 : Silver Pardino - Leopards of Tomorrow pour Le Tombeau des filles
- Festival du film de Zurich 2015 : Zurich Film Award pour Heimatland
- Festival Max Ophüls 2016 : Best Socially Relevant Film pour Heimatland
- Festival du film de Zurich 2022 : Prix de la critique pour Foudre
- Festival international de Marrakech 2022 : Prix de la mise en scène pour Foudre
- Prix du cinéma suisse, Quartz 2023 : Prix de la meilleure musique de film décerné à Nicolas Rabaeus pour Foudre, Prix du meilleur son décerné à Carlos Ibanez et Denis Séchaud pour Foudre[18].
- Forum des 100, 2023[19]
- Prix Talent émergent 2024 de Women in Motion[20].